# صموئيل شوارتز
صموئيل شوارتز (بالإنجليزية: Samuel Schwartz)‏ هو منافس ألعاب قوى أمريكي، ولد في 1 يوليو 1882 في نيويورك في الولايات المتحدة، وتوفي في 29 يونيو 1943.

## وصلات خارجية
- صموئيل شوارتز على موقع أوليمبيديا (الإنجليزية)